# Polycount
Polycount es una web y comunidad de artistas profesionales y aficionados especializada en la creación de arte 3D para videojuegos.

## Historia
Fue fundada el 1 de abril de 1998 por Andrew Risch y Ted Shockey, en su origen la web se llamó «Q2PMP» (acrónimo de «Quake2 Player Model Pack») y recogía creaciones creadas por jugadores para descargar y personalizar los personajes de Quake 2.

## Actualidad
Polycount es ampliamente conocida por su comunidad forera, pero también tiene una wiki de recursos para desarrolladores 3D y una página inicial con una sección de noticias en la que hacen concursos, entrevistas y publicidad sobre otros artistas. Polycount tuvo un gran éxito durante la actualización en la que se añadió la tienda Mann Co. a Team Fortress 2, uno de los juegos más famosos de Valve. Además tiene vínculos con estudios como Vigil Games, Riot Games, Valve y Torn Banner Studios, donde hacen concursos para crear elementos para los videojuegos, entre los que se incluyen, entre otros, Darksiders II, League of Legends, Chivalry: Medieval Warfare y Dota 2.
De Polycount es Greentooth, un huevo de Pascua verde recurrente en juegos como Battlefield 3, Sunset Overdrive, Los Sims 4, Hitman: Absolution, Overwatch, Satellite Reign, XCOM 2 y Deus Ex: Mankind Divided.